# Матулини
Матулини (итал. Mottolini) је насељено место у Републици Хрватској у Истарској жупанији. Административно је у саставу Града Пореча.

## Становништво
Према последњем попису становништва из 2001. године у насеље Матулини је имало 12 становника који су живели у 2 породична и 2 самачка домаћинства.
Кретање броја становника по пописима 1857—2001.
| година пописа  | 1857. | 1869. | 1880. | 1890. | 1900. | 1910. | 1921. | 1931. | 1948. | 1953. | 1961. | 1971. | 1981. | 1991. | 2001. |
| бр. становника | 0     | 0     | 22    | 27    | 33    | 38    | 0     | 0     | 34    | 32    | 26    | 15    | 11    | 6     | 12    |

Напомена:У 1857, 1869, 1921. и 1931. подаци су садржани у насељу Бадерна. Од 1880. до 1910. исказивано као део насеља.